# Jens Buss
Jens Buss Barrios (Vitacura, Chile, 24 de enero de 1997) es un futbolista chileno de padres alemanes. Juega como lateral derecho que se encuentra actualmente en el NK Tabor Sežana de la 2. SNL de Eslovenia.

## Trayectoria
Llegó a la Universidad Católica a los 9 años, donde quemó etapas hasta la sub-16, donde lo dejaron libre. Fichó en las inferiores de Santiago Morning, y estuvo a punto de pasar a formar parte de Colo-Colo, pero una grave lesión de rodilla lo dejó sin jugar por un año. Tras intentar recuperar su nivel en Palestino y O´Higgins, al no tener mayor suerte en ninguno de ellos, realizó pruebas en equipos del fútbol holandés, que también resultaron fallidas.
De regreso en Chile, tras leer en un diario un artículo que hablaba del Rodelindo Román, club propiedad de Arturo Vidal, por aquel entonces militando en el fútbol amateur, más precisamente la Tercera División B, por lo que fue a probarse, quedando para formar parte del equipo.
En 2019, tras ser visto por el técnico Jaime Vera, pegó un gran salto al fichar por Curicó Unido de la Primera División. A pesar del enorme desafío, Buss se adaptó a la máxima categoría del fútbol nacional y se convirtió en figura del cuadro curicano. En el Campeonato de Primera División 2020 disputó 29 partidos y anotó tres goles.
Este gran rendimiento provocó el interés de varios clubes importantes por ficharlo, siendo Universidad de Chile y Colo-Colo, los principales clubes del fútbol chileno, los favoritos para quedarse con él. Esto originó problemas en las negociaciones entre Curicó Unido y el resto de equipos, generando tensiones entre el jugador, los clubes e hinchas durante varias semanas. Finalmente, en 2021, Deportes Antofagasta se quedó con el pase de Buss, al firmar por cuatro temporadas en el elenco "puma".
Para la temporada 2022, fue cedido a Deportes La Serena. Para la temporada siguiente, es cedido a Deportes Copiapó.
Ficharía por Club de Deportes Cobresal par la temporada de Primera División de Chile 2024 donde tendría una discreta participación jugando solo 7 partidos por liga y 1 de Copa Chile.
Para la temporada 2025 sorprendería al fichar por NK Tabor Sežana de la Segunda División de Eslovenia donde tendría una buena temporada, 14 partidos de liga y 1 de copa, lograría marcar 2 goles.

## Estadísticas
| Club                         | Div.          | Temporada     | Liga  | Liga  | Copas nacionales | Copas nacionales | Torneos internacionales | Torneos internacionales | Total | Total |
| Club                         | Div.          | Temporada     | Part. | Goles | Part.            | Goles            | Part.                   | Goles                   | Part. | Goles |
| ---------------------------- | ------------- | ------------- | ----- | ----- | ---------------- | ---------------- | ----------------------- | ----------------------- | ----- | ----- |
| Curicó Unido · Chile         | 1.ª           | 2019          | 6     | 0     | 2                | 0                | —                       | —                       | 8     | 0     |
| Curicó Unido · Chile         | 1.ª           | 2020          | 29    | 3     | —                | —                | —                       | —                       | 29    | 3     |
| Curicó Unido · Chile         | Total club    | Total club    | 35    | 0     | 2                | 0                | 0                       | 0                       | 37    | 0     |
| Deportes Antofagasta · Chile | 1.ª           | 2021          | 14    | 0     | 1                | 0                | —                       | —                       | 15    | 0     |
| Deportes Antofagasta · Chile | Total club    | Total club    | 14    | 0     | 1                | 0                | 0                       | 0                       | 15    | 0     |
| Deportes La Serena · Chile   | 1.ª           | 2022          | 11    | 0     | 0                | 0                | —                       | —                       | 11    | 0     |
| Deportes La Serena · Chile   | Total club    | Total club    | 11    | 0     | 0                | 0                | 0                       | 0                       | 11    | 0     |
| Deportes Copiapó · Chile     | 1.ª           | 2023          | 8     | 0     | 0                | 0                | —                       | —                       | 8     | 0     |
| Deportes Copiapó · Chile     | Total club    | Total club    | 8     | 0     | 0                | 0                | 0                       | 0                       | 8     | 0     |
| Cobresal · Chile             | 1.ª           | 2024          | 7     | 0     | 1                | 0                | —                       | —                       | 8     | 0     |
| Cobresal · Chile             | Total club    | Total club    | 7     | 0     | 1                | 0                | 0                       | 0                       | 8     | 0     |
| NK Tabor Sežana Eslovenia    | 2.ª           | 2025          | 14    | 2     | 1                | 0                | —                       | —                       | 15    | 2     |
| NK Tabor Sežana Eslovenia    | Total club    | Total club    | 14    | 2     | 1                | 0                | 0                       | 0                       | 15    | 2     |
| Total carrera                | Total carrera | Total carrera | 89    | 5     | 5                | 0                | 0                       | 0                       | 94    | 5     |
| 1. 2.                        |               |               |       |       |                  |                  |                         |                         |       |       |